# جی. لی تامپسون
جان لی تامپسون (انگلیسی: J. Lee Thompson؛ ۱ اوت ۱۹۱۴ – ۳۰ اوت ۲۰۰۲) کارگردان اهل بریتانیا بود. وی بین سال‌های ۱۹۵۰ تا ۱۹۸۹ میلادی فعالیت می‌کرد. و در بریستول متولد شد. خانواده وی، از اهالی هنر بودند و با تئاتر ارتباط داشتند. تامپسون تحصیلات خود را در کالج دوور به پایان رساند و سپس برای کار در تئاتر، وارد این حرفه شد. او توانست در مدت زمان کوتاهی برای کار در حوزهای بازیگری و تهیه کنندگی و طراحی صحنه به شرکت رپرتوری ناتینگهام بپیوندد. وی بعدها برای کار در یک شرکت به کرویدون در ساری رفت. وی نمایشنامه نویسی را در ۹ سالگی آغاز کرده بود و اوقات فراغت خود را در این حوزه می‌گذراند. برای نخستین بار یکی از نمایشنامه‌های او با عنوان «آیا قتل اتفاق می‌افتد؟» در سال ۱۹۳۴ در کرویدون به روی صحنه رفت.

## فیلم‌شناسی (کارگردانی‌ها)

### دهه ۱۹۵۰
- قتل بدون جرم (۱۹۵۰)
- بادکنک زرد (۱۹۵۳)
- برای بهتر، برای بدتر (۱۹۵۴)
- ضعیف و شرور (۱۹۵۴)
- مادامی که آنها خوشحال هستند (۱۹۵۵)
- تمساحی به نام دیزی (۱۹۵۵)
- محصول شب (۱۹۵۶)
- همراهان خوب (۱۹۵۷)
- زن در لباس خواب (۱۹۵۷)
- الکس در میان یخ سرد (۱۹۵۸)
- مرز شمال غربی (۱۹۵۹)
- بدون درختی در خیابان‌ها (۱۹۵۹)
- خلیج ببر (۱۹۵۹)

### دهه ۱۹۶۰
- من ستاره‌ها را هدف می‌گیرم (۱۹۶۰)
- توپ‌های ناوارون (۱۹۶۱)
- تنگهٔ وحشت (۱۹۶۲)
- تاراس بولبا (۱۹۶۲)
- پادشاهان خورشید (۱۹۶۳)
- چه راهی برای رفتن! (۱۹۶۴)
- جان گلدفارب ، لطفاً به خانه بروید! (۱۹۶۵)
- بازگشت از خاکستر (۱۹۶۶)
- چشم شیطان (۱۹۶۷)
- طلای مکنا (۱۹۶۹)
- پیش از آمدن زمستان (۱۹۶۹)
- رئیس (۱۹۶۹)

### دهه ۱۹۷۰
- رقص کانتری (۱۹۷۰)
- فتح سیاره میمون‌ها (۱۹۷۲)
- تراژدی بزرگ آمریکا (۱۹۷۲، تله‌فیلم)
- نبرد برای سیاره میمون‌ها (۱۹۷۳)
- هاکلبری فین (۱۹۷۴)
- تناسخ پیتر پرود (۱۹۷۵)
- پنجره (۱۹۷۶، تله‌فیلم)
- سنت آیوس (۱۹۷۶)
- بوفالوی سفید (۱۹۷۷)
- مقتدر یونانی (۱۹۷۸)
- گذرگاه (۱۹۷۹)

### دهه ۱۹۸۰
- کابوبلانکو (۱۹۸۰)
- تولدم مبارک (۱۹۸۱)
- کد قرمز (۱۹۸۱، تله‌فیلم)
- ۱۰ تا نیمه شب (۱۹۸۳)
- شری که مردان انجام می‌دهند (۱۹۸۴)
- سفیر (۱۹۸۴)
- معادن سلیمان شاه (۱۹۸۵)
- قانون مورفی (۱۹۸۶)
- آتش‌نشان (۱۹۸۶)
- آرزوی مرگ ۴ : سرکوب (۱۹۸۷)
- پیام‌رسان مرگ (۱۹۸۸)
- کینجت: موضوعات ممنوع (۱۹۸۹)